# Tampa Bay Rays
El Tampa Bay Rays és un club professional de beisbol estatunidenc de la ciutat de St. Petersburg que disputa l'MLB.

## Palmarès
- Campionats de l'MLB (0): -
- Campionats de la Lliga Americana (1): 2008
- Campionats de la Divisió Est (1): 2008

## Evolució de la franquícia
- Tampa Bay Rays (2008–present)
- Tampa Bay Devil Rays (1998-2007)

## Colors
Blau marí, blau cel, blanc i daurat.

## Estadis
- Tropicana Field (1998–present)

## Números retirats
- Wade Boggs 12
- Jackie Robinson 42